# Mansores
Mansores ist eine Gemeinde in Portugal.

## Geschichte
Mamoas und weitere Funde belegen eine vorgeschichtliche Besiedlung seit der Kupfersteinzeit bis hin zur keltischen Castrokultur. In arabischer Zeit soll beim heutigen Ort Castêlo eine maurische Befestigung bestanden haben.
In den Registern von 1527 wurde die Gemeinde Mansores mit 52 Haushalten geführt, 1758 wurden hier 489 Einwohner gezählt.

## Verwaltung
Mansores ist eine Gemeinde (Freguesia) im Kreis (Concelho) von Arouca, im Distrikt Aveiro. In ihr leben 1100 Einwohner (Stand 19. April 2021).
Folgende Ortschaften liegen in der Gemeinde Mansores:
| - Agras - Avitureira - Bouça - Casal - Castêlo - Concha - Costa | - Crasto - Espinheiro - Estrada - Juncide - Leira - Mata - Mouta | - Pias - Ribeira - Serra da Vila - Vale - Vila - Vista Alegre |